# Ophthalmapseudes giganteus
Ophthalmapseudes giganteus är en kräftdjursart som beskrevs av Eric Malzahn 1979. Ophthalmapseudes giganteus ingår i släktet Ophthalmapseudes och familjen Anthracocarididae. Inga underarter finns listade i Catalogue of Life.